# Partito Democratico dei Pensionati della Slovenia
Il Partito Democratico dei Pensionati della Slovenia (in sloveno Demokratična Stranka Upokojencev Slovenije, abbreviato in DeSUS) è un partito politico sloveno.

## Storia
Nato nel 1991, il partito ha formato per le elezioni del 1992 una lista unica con il Partito del Rinnovamento Democratico e altri partiti minori, trasformata nel 1993 in partito unico con il nome di Lista Unita dei Socialdemocratici. Nel 1996, dopo l'abbandono del governo da parte dei Socialdemocratici, alcuni membri ristabilirono il Partito dei Pensionati.
Il partito si è presentato per la prima volta autonomamente alle elezioni parlamentari del 1996, ottenendo il 4,3% e 5 seggi, e nel 1997 è entrato a far parte del terzo governo Drnovšek.
Da allora ha ottenuto risultati oscillanti fra il 4 e l'8% e ha fatto parte di tutti i governi a eccezione del breve governo Bajuk nel 2000.
Nel 2005 Karl Erjavec, ex-membro dei Democratici Cristiani Sloveni e di Democrazia Liberale di Slovenia, è stato eletto presidente del partito.
Nel 2011 il partito ha abbandonato la coalizione di governo, lasciando il governo Pahor senza maggioranza e contribuendo alla sua successiva caduta. Dopo le elezioni anticipate è entrato a fare parte del secondo governo Janša e successivamente del governo Bratušek.

## Risultati elettorali
| Elezione          | Voti   | %     | Seggi   |
| ----------------- | ------ | ----- | ------- |
| Parlamentari 1996 | 46.152 | 4,32  | 5 / 90  |
| Parlamentari 2000 | 55.634 | 5,17  | 4 / 90  |
| Europee 2004      | 95.489 | 21,91 | 0 / 7   |
| Parlamentari 2004 | 39.150 | 4,04  | 4 / 90  |
| Parlamentari 2008 | 78.353 | 7,45  | 7 / 90  |
| Europee 2009      | 33.291 | 7,19  | 0 / 8   |
| Parlamentari 2011 | 76.853 | 6,97  | 6 / 90  |
| Europee 2014      | 32.662 | 8,12  | 1 / 8   |
| Parlamentari 2014 | 88.968 | 10,18 | 10 / 90 |
| Parlamentari 2018 | 43.889 | 4,93  | 5 / 90  |
| Europee 2019      | 27.329 | 5,67  | 0 / 8   |
| Parlamentari 2022 | 7.582  | 0,64  | 0 / 90  |
| 1.                |        |       |         |